# Šternberk
Šternberk (Duits: Sternberg of Mährisch-Sternberg) is een Moravische stad in de Tsjechische regio Olomouc, en maakt deel uit van het district Olomouc. Šternberk telt 13.239 inwoners (2023). Op het grondgebied van de gemeente bevindt zich het station Šternberk aan de spoorlijn van Olomouc naar Šumperk en het kasteel Šternberk. Het centrum van Šternberk is sinds 1992 een beschermd stadsgezicht (městská památková zóna).

## Geschiedenis
- 1253-1292 – De bouw van het kasteel Šternberk.
- 1296 – De eerste vermelding van de stad Šternberk als civitas Sternberch.
- 1430-1432 – De stad wordt door Hussieten bezet.
- 1938-1945 – Šternberk viel als onderdeel van Sudetenland direct onder Nazi-Duits gezag.[2]
- 1953 – De gemeente Lhota u Šternberka wordt door Šternberk geannexeerd.
- 1960 – Het district Šternberk wordt opgeheven, Šternberk valt vanaf nu onder het district Olomouc.
- 1974 – De gemeenten Babice (inclusief Krakořice), Chabičov (inclusief Hlásnice), Lužice en Těšíkov (inclusief Lipina) worden door Šternberk geannexeerd.
- 1975 – De gemeente Domašov u Šternberka wordt door Šternberk geannexeerd.
- 1979 – De gemeenten Dalov, Horní Loděnice en Mladějovice (inclusief Komárov en Řídeč) worden door Šternberk geannexeerd.
- 1990 – De gemeenten Babice, Domašov u Šternberka, Lipina en Mladějovice scheiden zich af van Šternberk. Krakořice, oorspronkelijk tot de gemeente Babice horend, blijft bij Šternberk horen, net als Těšíkov, waartoe Lipina behoorde.
- 1991 – De gemeente Horní Loděnice scheidt zich af van Šternberk.
- 1992 – De gemeente Lužice scheidt zich af van Šternberk.
- 1993 – De gemeente Komárov scheidt zich af van Šternberk.
- 1994 – De gemeente Řídeč scheidt zich af van Šternberk.

## Geboren in Šternberk
- Vincy Schwarz, publicist en vertaler
- Adrian Gerši, tennisspeelster.
- David Rozehnal, voetballer.

## Aanliggende gemeenten
| Aangrenzende gemeenten rond de rest van Šternberk | Aangrenzende gemeenten rond de rest van Šternberk | Aangrenzende gemeenten rond de rest van Šternberk | Aangrenzende gemeenten rond de rest van Šternberk | Aangrenzende gemeenten rond de rest van Šternberk |
| ------------------------------------------------- | ------------------------------------------------- | ------------------------------------------------- | ------------------------------------------------- | ------------------------------------------------- |
| Paseka, Řídeč                                     |                                                   | Mutkov, Huzová                                    |                                                   | Dětřichov nad Bystřicí (Moravië-Silezië)          |
|                                                   |                                                   |                                                   |                                                   |                                                   |
| Mladějovice, Babice, Hlásnice, Babice             | Horní Loděnice, Lipina                            |                                                   |                                                   |                                                   |
|                                                   |                                                   |                                                   |                                                   |                                                   |
| Lužice                                            |                                                   | Štarnov, Bohuňovice, Bělkovice-Lašťany            |                                                   | Domašov u Šternberka                              |

| Aangrenzende gemeenten rond de exlave Těšíkov | Aangrenzende gemeenten rond de exlave Těšíkov | Aangrenzende gemeenten rond de exlave Těšíkov | Aangrenzende gemeenten rond de exlave Těšíkov | Aangrenzende gemeenten rond de exlave Těšíkov |
| --------------------------------------------- | --------------------------------------------- | --------------------------------------------- | --------------------------------------------- | --------------------------------------------- |
|                                               |                                               | Horní Loděnice                                |                                               |                                               |
|                                               |                                               |                                               |                                               |                                               |
| Lipina                                        | Hraničné Petrovice                            |                                               |                                               |                                               |
|                                               |                                               |                                               |                                               |                                               |
|                                               |                                               | Domašov u Šternberka                          |                                               |                                               |